# Nikolaj Koljcov
Nikolaj Konstantinovič Koljcov (rus. Николай Константинович Кольцов; 14. jul 1872 — 2. decembar 1940) je bio ruski biolog. Jedan je od kreatora moderne genetike.
Diplomirao je na Moskovskom univerzitetu 1894, gde je radio kao profesor od 1895. do 1911. Osnovao je Institut za eksperimentalnu biologiju, sredinom 1917. Bio je član Poljoprivredne akademije.
Koljcov je 1920. uhapšen kao član nepostojećeg „Antisovjetskog taktičkog centra”. Tužilac Nikolaj Kirilenko je tražio smrtnu kaznu za Koljcova, međutim nakon što je Maksim Gorki apelovao na Vladimira Lenjina, Koljcov je oslobođen i vraćen je na mesto rukovodioca Koljcovog instituta za eksperimentalnu biologiju.
Pristalice Trofima Lisenka su 1937. i 1939. objavile seriju propagandnih članaka protiv Nikolaja Koljcova i Nikolaja Vavilova. Zvanično se tvrdi se da je njegova smrt 1940. bila posledica srčanog udara, mada postoje indicije da je bio otrovan. Njegova žena je izvršila samoubistvo istog dana.